# Alma Reed

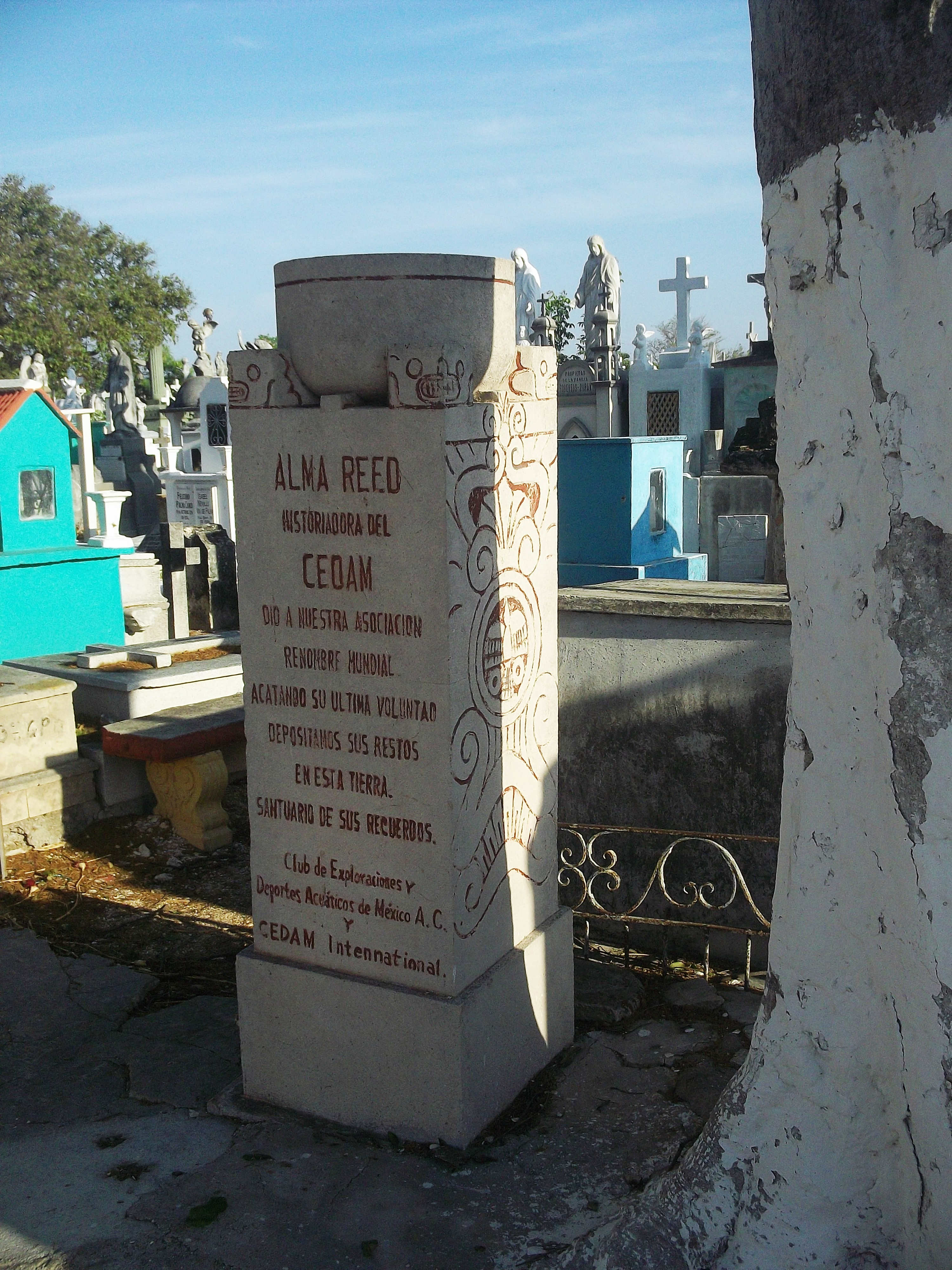
Graf van Alma Reed

Alma Marie Sullivan Reed (San Francisco, 17 juni 1889 – Mexico-Stad, 20 november 1966) was een Amerikaans journaliste.

## Loopbaan
Alma Reed was de zuster van de bekende communistische journalist John Reed. Zij werd een van de eerste vrouwelijke journalisten voor het land en was werkzaam voor de krant The Call, eigendom van de mediamagnaat William Randolph Hearst. In 1921 zette zij zich met succes in om de terdoodveroordeling van een 17-jarige Mexicaanse immigrant ongedaan te maken. Het nieuws werd bekend in Mexico, en Reed werd door president Álvaro Obregón uitgenodigd Mexico te bezoeken. Reed werd aldus journalist voor de New York Times in Mexico.
Op een van haar reizen door het land, bij de opgraving van Chichén Itzá door Edward Thompson, leerde zij Felipe Carrillo Puerto kennen, de progressieve gouverneur van Yucatán. Reed en Carrillo Puerto raakten verliefd op elkaar. Carrillo Puerto scheidde van zijn echtgenote om Reed te kunnen trouwen. Hun affaire zorgde voor veel ophef in de Mexicaanse en Amerikaanse (schandaal)pers, en in Mexico werd naar aanleiding van hun relatie het liefdeslied Peregrina geschreven. Terwijl Reed echter tijdelijk terug was in de Verenigde Staten was in Yucatán een opstand uitgebroken, waarbij Carrillo Puerto gefusilleerd werd. Reed besloot niet terug te keren naar Mexico, bevreesd dat de Mexicaanse regering achter de dood van haar geliefde zat. 
Reed maakte in de jaren 30 meerdere reizen naar het Midden-Oosten, waar ze verslag deed van de archeologische ontdekkingen aldaar. In haar latere leven zette ze zich onder andere in om kunstvoorwerpen de Thompson heimelijk van Chichén Itzá had ontvreemd terug naar Mexico te krijgen. Ze ontving in 1950 de Orde van de Azteekse Adelaar, Mexico's hoogste onderscheiding voor buitenlanders. Ze overleed in 1966, op de dag van de Mexicaanse Revolutie.
In 2001 werden de lang verloren gewaande memoires van Alma Reed ontdekt in een henequénmagazijn in Mexico-Stad. Zij werden vervolgens uitgegeven als boek met de naam Peregrina.